# 5367 Sollenberger
Az 5367 Sollenberger (ideiglenes jelöléssel 1982 TT) a Naprendszer kisbolygóövében található aszteroida. Edward L. G. Bowell fedezte fel 1982. október 13-án.